# Bridal Wave
Bridal Wave is een Canadese romantische komedie van Hallmark Channel uit 2015. De televisiefilm werd  geregisseerd door Michael M. Scott en heeft Arielle Kebbel en Andrew Walker in de hoofdrollen.

## Verhaal
Verpleegster Georgie Dwyer staat op het punt te trouwen met haar bijna perfecte verloofde, Dr. Phillip Hamilton. Ze twijfelt echter omdat er een romantische klik in hun relatie ontbreekt. Op het eiland waar de bruiloft zal plaatsvinden komt Georgie steeds weer toevallig de knappe architect Luke Griggs tegen. In een poging om haar teleurgestelde aanstaande schoonmoeder te ontwijken, brengt Georgie de dag door met Luke en er ontstaat een onmiskenbare chemie tussen de twee. Georgie zal moet beslissen welke van de twee mannen de juiste voor haar is.

## Rolverdeling
- Arielle Kebbel als Georgie Dwyer, de protagonist; een verpleegster die op het punt staat te trouwen.
- Andrew Walker als Luke Griggs, een architect die Georgie toevallig ontmoet.
- David Haydn-Jones als Dr. Phillip Hamilton, plastisch chirurg en verloofde van Georgie.
- Colleen Wheeler als Emma Dwyer, moeder van Georgie.
- Anna Van Hooft als  Melissa, zus van Georgie.
- Jaclyn Smith als Felice Hamilton, aanstaande schoonmoeder van Georgie.
- Daryl Shuttleworth als Judd Dwyer, vader van Georgie.
- Matty Finochio als Mike, man van Melissa.